# Otton Gloeh

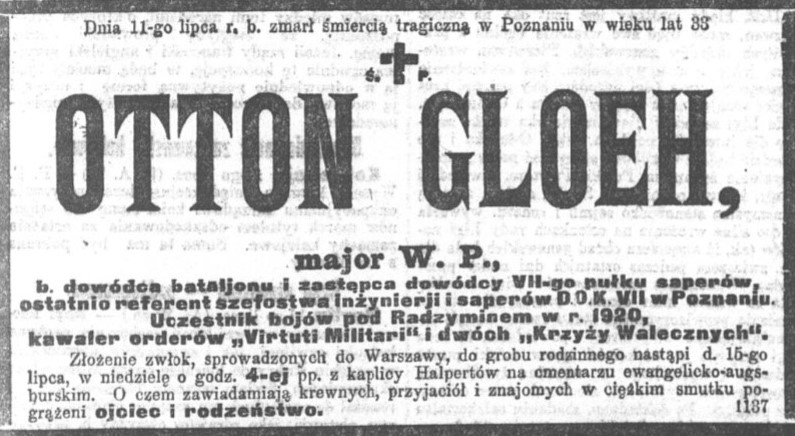
Nekrolog w „Kurjerze Warszawskim”

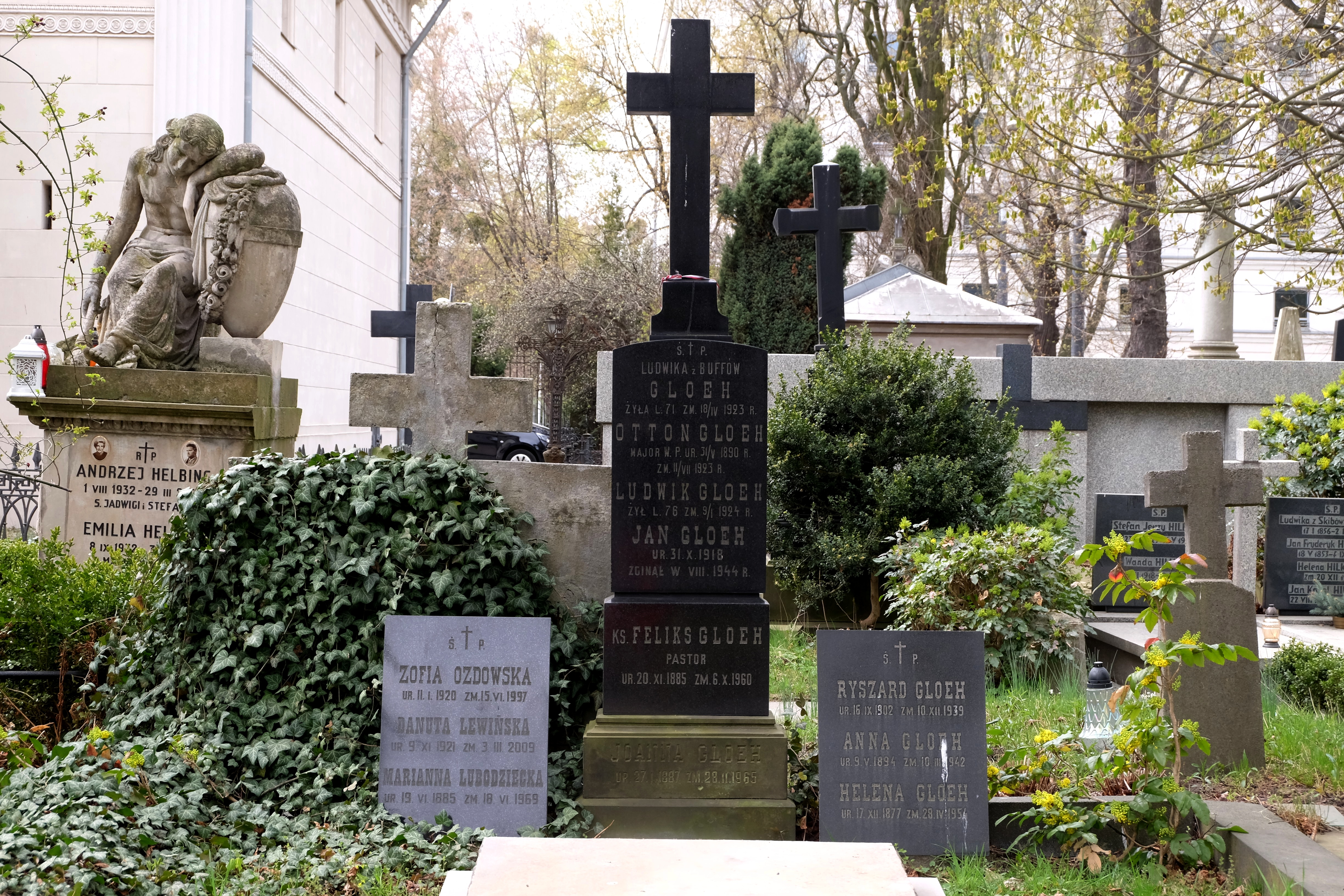
Grób mjr. Ottona Gloeh

Otton Gloeh (ur. 31 maja 1890 w Warszawie, zm. 11 lipca 1923 w Ludwikowie) – major saperów Wojska Polskiego, kawaler Orderu Virtuti Militari.

## Życiorys
Urodził się 31 maja 1890 w Warszawie, w rodzinie Ludwika (zm. 1924) i Ludwiki z domu Buff (zm. 1923). Był bratem Feliksa Teodora (1885–1960), naczelnego kapelana wyznania ewangelicko-augsburskiego Wojska Polskiego, Bogusława Edmunda (1888–1970), porucznika administracji Wojska Polskiego i Ryszarda (1902–1939), podporucznika piechoty rezerwy Wojska Polskiego. Po ukończeniu szkół średnich rozpoczął studia na Politechnice Warszawskiej.
W czasie I wojny światowej walczył w szeregach armii rosyjskiej. Ostatnie dwa lata spędził na froncie tureckim, na Kaukazie. Od listopada 1917 pełnił służbę w sztabie Polskiej Oddzielnej Brygady na Kaukazie na stanowisku adiutanta. Później został członkiem komisji demobilizacyjnej generała Adolfa Kuczewskiego, a następnie sekretarzem generała Filipa Dubiskiego, jako prezesa komisji wojskowo-rejestracyjnej. Pod koniec lata 1918 na czele kilkuset Polaków, przez Morze Czarne i Rumunię, wrócił do Warszawy. Tam sprawował opiekę nad rodakami, którzy zostali zakwaterowani w barakach na Powązkach. Jesienią tego roku włączył się w prace organizacyjne Straży Narodowej i wziął udział w rozbrajaniu Niemców.
W grudniu 1918 został przyjęty do Wojska Polskiego i wyznaczony na stanowisko dowódcy 3 szwadronu Straży Granicznej w Mławie. 28 czerwca 1919 został przeniesiony z Wojskowej Straży Granicznej do Dowództwa Głównego Sił Zbrojnych Polskich w byłym zaborze pruskim i przydzielony do XIV batalionu saperów, w którym dowodził 4. kompanią, a od 17 kwietnia 1920 – 2. kompanią. W szeregach batalionu walczył pod Bobrujskiem, Świsłoczą, Okuniewem, Dobrolinem i Radzyminem.
Wyróżnił się 27 lipca 1920 w walce z bolszewikami pod wsią Dobuczyn. 25 października 1920 major Zygmunt Psarski dowódca XIV batalionu saperów we wniosku na odznaczenie Orderem Virtuti Militari napisał: „(…) 2 komp. 14 baonu saperów pod dowództwem por. Gloeha dzielnym atakiem nie zważając na bardzo silny ogień z dział i km przeciwnika dotarła do szosy Prużana – Różana na wysokości wsi Dobuczyn, czym umożliwiła 58 pp Wlkp., znajdującemu się w bardzo ciężkim położeniu przejście do kontrataku. Następnie por. Gloeh z jednym plutonem z niezwykłym bohaterstwem i zaciętością utrzymywał, pomimo kilkakrotnej przewagi bolszewików, otoczoną przez nich z 3 stron pozycję na szosie i pomimo zepsucia swego karabinu maszynowego własnym przykładem męstwa i pogardy śmierci, pomimo strat 2 zabitych, 5 rannych, osłaniał skrzydło 58 pp Wlkp. i łączność jego z grupą ppłk. Andersa, czym umożliwił obydwóm oddziałom wypełnienie w porządku swych dalszych zadań bojowych. Działo się to w okresie, gdy naszego żołnierza zmęczonego i częściowo zdemoralizowanego długim odwrotem i wielką przewagą wroga, tylko osobiste bohaterstwo i dzielny przykład oficera, mogły zachęcić do wytrwania na wysuniętej naprzód i zagrożonej z tyłu pozycji”.
9 września 1920 został zatwierdzony z dniem 1 kwietnia 1920 w stopniu kapitana, w korpusie inżynierii i saperów, w grupie oficerów byłych Korpusów Wschodnich i byłej armii rosyjskiej. 1 września 1921 został zatwierdzony na stanowisku dowódcy XIV batalionu saperów. Później został zastępcą dowódcy 7 pułku saperów w Poznaniu. Ukończył kurs pontonierski i kurs uzupełniający dla oficerów sztabowych oraz zapisał się na Wydział Matematyczny Uniwersytetu Poznańskiego. 27 czerwca 1921 został zameldowany w Poznaniu na ul. Strzeleckiej 12. 3 maja 1922 został zweryfikowany w stopniu majora ze starszeństwem od 1 czerwca 1919 i 55. lokatą w korpusie oficerów inżynierii i saperów. Później został przydzielony do Szefostwa Inżynierii i Saperów Dowództwa Okręgu Korpusu Nr VII w Poznaniu na stanowisko referenta.
Zmarł 11 lipca 1923 śmiercią tragiczną w Ludwikowie (w czasie kąpieli w Jeziorze Góreckim doznał „udaru serca”). 15 lipca 1923 został pochowany na cmentarzu ewangelicko-augsburskim w Warszawie (sektor A19, rząd 1, grób 5).

## Ordery i odznaczenia
- Krzyż Srebrny Orderu Wojskowego Virtuti Militari nr 635[17] – 13 kwietnia 1921[18][19][20]
- Krzyż Walecznych dwukrotnie[4][21]